# Solar Palmeiro
O Solar Palmeiro, inicialmente denominado Solar Palmeiro da Fontoura, é um prédio histórico brasileiro de Porto Alegre, localizado à Praça da Matriz, 148, no Centro Histórico da cidade.
Desde 2011 foi alugado para abrigar as atividades do Espaço Cultural Nova Acrópole.

## História do solar
O solar foi construído em 1790, pela tradicional família Carneiro da Fontoura, e constituía-se num casarão em estilo colonial português. Em 1850, na metade do século XIX, o coronel da Guarda Nacional Bibiano José Carneiro da Fontoura, que foi provedor da Santa Casa de Misericórdia de Porto Alegre de 1841 a 1842 e de 1843 a 1845, e que era herdeiro da propriedade, reformou o solar, e o mesmo passou a apresentar traços neoclássicos, mas mantendo o estilo colonial português, como acontecia no Segundo Reinado do Império. O coronel Bibiano José Carneiro da Fontoura vem a se casar com Dona Bibiana Francisca da Fontoura Palmeiro, esta membro da tradicional família Palmeiro. Unem-se as famílias (pela segunda vez, pois haviam se unido gerações antes também) e a descendência passa a utilizar o nome Palmeiro da Fontoura.
Em 1920, o solar viria a ser reformado pela família, com projeto de Ricardo Wirth e decoração de Alfredo Staege e Fernando Corona. Torna-se, então, um casarão em estilo eclético, representativo da arquitetura aristocrática neoclássica da época. São construídos três pavimentos e uma fachada bastante rica em ornamentos e volumes diferenciados, com destaque para a grande sacada com balaustrada no piso superior, abrigada sob um arco, e os dois pequenos volumes em projeção aos lados, com coberturas em meia-cúpula metálica. Na lateral esquerda está a entrada principal, com um lance de escadas que leva a um pórtico. O casarão ainda preserva o antigo jardim, onde existe uma edícula que servia como local de recreio e descanso dos moradores.
O Dr. Hélio de Sá Palmeiro da Fontoura (1906-1981) foi o último morador do solar, que permanece como propriedade da família.
Seria alugado, então, para hospedar um restaurante, sede de partidos políticos e, em 1995, foi completamente restaurado para receber o evento Casa Cor. Por alguns anos abrigou a Secretaria de Cultura do Estado do Rio Grande do Sul e, após ficar um período desocupado, desde outubro de 2011 foi alugado para tornar-se a sede da Associação Cultural Nova Acrópole de Porto Alegre.
Presente em Porto Alegre há 25 anos, a Nova Acrópole realizou a união das três sedes existentes na cidade, mudando-se para o Solar Palmeiro e dando, assim, início ao projeto do Espaço Cultural Nova Acrópole. Como forma de valorizar o patrimônio, a história e o turismo do município, foi realizada uma palestra chamada Solar Palmeiro – o centro de Porto Alegre em evidência, em 9 de novembro de 2011. No dia 10 de maio de 2012 aconteceu o pré-lançamento do Espaço Cultural Nova Acrópole como forma de iniciar oficialmente as atividades culturais oferecidas pela Nova Acrópole no local.